# Той, що не залишає сліду
«Той, що не залишає сліду» (англ. Untraceable, дос. «Невідстежний») — американський трилер 2008 року режисера Ґреґорі Гобліта.

## Синопсис
Маніяк, який витончено вбиває свої жертви перед відеокамерою, встановив режим показу цих відео онлайн на своєму сайті. Від кількості відвідувачів, які заходять на нього, залежить тривалість життя жертви перед вбивством. Чим більше заходять на сторінку — тим швидше гине людина. Службовець ФБР намагається розкрити цю справу, але та починає все більше контролювати її життя. Несподівана розгадка пояснить за якими принципами обиралися вбиті.

## У ролях
- Даян Лейн — Дженніфер Марш
- Біллі Берк — Ерік Бокс
- Колін Генкс — Гриффін Дауд
- Джозеф Кросс — Оуен Райлі
- Мері Бет Герт — Стелла Марш
- Тайрон Джордано — Тім Вілкс
- Пітер Льюїс — Річард Брукс
- Перла Гейні-Джардін — Енні Гаскінс
- Тім Де Зарн — Герберт Міллер
- Кристофер Казинс — Девід Вільямс
- Джессі Фергюсон — Артур Джеймс Елмер

## Додаткові факти
- Фільм вийшов у прокат США 22 січня 2008 року.
- Бюджет склав 35 млн доларів США, а збори — 52,5 млн доларів.
- Картина має рейтинг R.

## Цікаві факти
- Складні машини, за допомогою яких злочинець здійснює вбивства, — це реалізація принципу Машин Голдберга — вчинення простих дій за допомогою заплутаної системи звичайних предметів.
- Спочатку картині дали рейтинг X.
- Компанія «New Line Cinema» відхилила пропозицію знімати фільм, після чого «не залишає сліду» перехопила компанія «Screen Gems», відома за фільмами «Інший світ», «Ультрафіолет», «Обитель зла».
- Колін Генкс проходив кастинг на роль Оуена Райлі.
- Дайан Лейн отримала за зйомки 3 млн доларів.
- Сайт «www.killwithme.com» дійсно існує. Сайт був створений до прем'єри картини, на ньому міститься мережева гра за мотивами фільму.